# 1515 Perrotin
1515 Perrotin (1936 VG) là một tiểu hành tinh vành đai chính được phát hiện ngày 15 tháng 11 năm 1936 bởi A. Patry ở Nice.